# Amanda Abbington
Amanda Jane Smith (norte de Londres, 28 de febrero de 1974), más conocida por su nombre artístico Amanda Abbington, es una actriz británica conocida por interpretar a la señorita Mardle en Mr Selfridge y a Mary Morstan en la adaptación de Sherlock, realizada por la BBC.

## Carrera
Su primera aparición en televisión fue en una miniserie en el año 1997, titulada Plotlands, ocupando el papel de Maude durante seis episodios. En 2003 interpretó a Trina en Men Only, su primera película para la televisión. Posteriormente interpreta diversos personajes, apareciendo en las series de televisión Wycliffe, Casualty, Dream Team, The Sins, Shades, Doc Martin, Coupling y Teachers.
En 2005, aparece en la comedia Man Stroke Woman y luego en la comedia After You've Gone desde 2007 a 2008 con Nicholas Lyndhurst. También tuvo sus papeles en series recurrentes tales como Bernard's Watch, After You've Gone y Case Histories.
En 2013 aparece en la serie de televisión Mr. Selfridge como Miss Mardle junto a Jeremy Piven y Frances O'Connor. En 2014, Amanda Abbington apareció en la tercera temporada de la serie de Sherlock como Mary Morstan, la esposa de John H. Watson, interpretado por su compañero en la vida real Martin Freeman.
En agosto de 2023, Abbington fue anunciada como participante en la vigesimoprimera temporada de Strictly Come Dancing. Formó pareja con Giovanni Pernice, pero se retiró del concurso el 23 de octubre de 2023, tras ausentarse por enfermedad del programa emitido tres días antes. Más tarde se informó de que su marcha se debía a un desacuerdo sobre los métodos de entrenamiento de Pernice y que ella había solicitado grabaciones de su tiempo de entrenamiento con él y estaba buscando asesoramiento legal en su contra; Pernice negó todas las acusaciones de mala conducta. En julio de 2024, en una entrevista emitida en Channel 4 News, Abbington dijo que había recibido amenazas de violación y muerte en las redes sociales tras su retirada del programa.
En 2024, Abbington se unió a otros antiguos miembros del reparto de Inside No. 9, que volvieron para interpretar versiones ficticias de sí mismos en su último episodio.

## Vida personal
Amanda Abbington fue la pareja del actor británico Martin Freeman hasta el año 2016. Se conocieron en el set de la película Men Only en el año 2000. La pareja han aparecido juntos en la pantalla en producciones como The Debt, The Robinsons, The Good Night y Sherlock. Vivían juntos en Hertfordshire y tienen dos hijos, Joe (nacido en 2006) y Grace (nacida en 2008).

## Filmografía
| Año           | Título                           | Rol                | Notas                                                   |
| ------------- | -------------------------------- | ------------------ | ------------------------------------------------------- |
| 1993–2007     | The Bill                         | Lady Car Driver    | Serie de televisión (7 episodios)                       |
| 1997          | Plotlands                        | Maude              | Serie de televisión (6 episodios)                       |
| 1997          | Wycliffe                         | Local W.P.C.       | Serie de televisión (Episodio: "Strangers")             |
| 1998          | No Sweat                         | Chantelle          | Serie de televisión (Episodio: "Moon Boy")              |
| 1998          | Magic with Everything            | Cat                | Serie de televisión (6 episodios)                       |
| 1998          | Picking up the Pieces            | Staff Nurse Hunter | Serie de televisión (8 episodios)                       |
| 1999          | Casualty                         | Jen Reynolds       | Serie de televisión (Episodio: "Human Traffic")         |
| 1999          | Dream Team                       | Marilyn Harwood    | Serie de televisión (2 episodios)                       |
| 1999          | Snap                             | Zoe                | Serie de televisión (Episodio: "Missed Her Sister")     |
| 2000          | The Thing About Vince            | Lisa               | Serie de televisión (2 episodios)                       |
| 2000          | The Sins                         | Belinda Edgeley    | Miniserie de televisión (2 episodios)                   |
| 2001          | Men Only                         | Trina              | Telefilme                                               |
| 2001          | Hearts and Bones                 | Mia                | Serie de televisión (1 episodio)                        |
| 2001          | Shades                           | Rebecca Jacobs     | Miniserie de televisión (1 episodio)                    |
| 2002          | Always and Everyone              | Tessa              | Serie de televisión (3 episodios)                       |
| 2002          | 20 Things to Do Before You're 30 | Shona              | Serie de televisión (8 episodios)                       |
| 2003          | The Debt                         | Stacey Ross        | Telefilme                                               |
| 2004          | Coupling                         | Nicola             | Serie de televisión (2 episodios)                       |
| 2004          | Bernard's Watch                  | Sonia              | Serie de televisión (9 episodios)                       |
| 2004          | Teachers                         | Sarah              | Serie de televisión (1 episodio)                        |
| 2005          | The Robinsons                    | Polly              | Serie de televisión (4 episodios)                       |
| 2005          | Derailed                         | Kerry Hodder       | Telefilme                                               |
| 2005–2007     | Man Stroke Woman                 | Various            | Serie de televisión (12 episodios)                      |
| 2005          | The Booze Cruise II              | Leonie             | Telefilme                                               |
| 2006          | The Booze Cruise III             | Leonie             | Telefilme                                               |
| 2007–2008     | After You've Gone                | Siobhan Casey      | Serie de televisión (21 episodios)                      |
| 2007          | The Good Night                   | Vivian Jesson      | No acreditada                                           |
| 2007          | The All Together                 | Sarah              |                                                         |
| 2007          | The Bill                         | Rachel Inns        | Serie de televisión (7 episodios)                       |
| 2007          | Doc Martin                       | Isobel             | Serie de televisión (Episodio: "Happily Ever After")    |
| 2007          | Sold                             | Zoe                | Serie de televisión (1 episodio)                        |
| 2008          | Coming Up                        | Daughter           | Serie de televisión (Episodio: "Lickle Bill Um")        |
| 2008          | Agatha Christie's Poirot         | Miss Blake         | Serie de televisión (Episodio: "Cat Among The Pigeons") |
| 2008          | Harley Street                    | Susie Linn         | Serie de televisión (1 episodio)                        |
| 2009          | Psychoville                      | Caroline           | Serie de televisión (Episodio: "Blackmail")             |
| 2010          | Married Single Other             | Babs               | Serie de televisión (6 episodios)                       |
| 2011–2013     | Case Histories                   | DC Louise Munroe   | Serie de televisión (9 episodios)                       |
| 2012          | Being Human                      | Golda              | Serie de televisión (Episodio: "Puppy Love")            |
| 2013–presente | Mr Selfridge                     | Miss Mardle        | Serie de televisión (36 episodios)                      |
| 2014-2017     | Sherlock                         | Mary Morstan       | Serie de televisión (7 episodios)                       |
| 2014          | Dinopaws                         | Gwen               | Voz, serie de televisión                                |
| 2014          | Would I Lie to You?              | A panelist         | Episodio 6, temporada 8 de esta comedia.                |
| 2016          | Stag                             | Fran               | 2 episodios                                             |
| 2018          | Safe                             | Sophie Mason       | Serie de televisión (8 episodios)                       |

## Premios
| Año  | Premio                            | Categoría                                           | Premiado por   | Resultado |
| ---- | --------------------------------- | --------------------------------------------------- | -------------- | --------- |
| 2011 | Crime Thriller Awards             | Mejor actriz de reparto                             | Case Histories | Nominada  |
| 2014 | Critics' Choice Television Awards | Mejor actriz de reparto en una película o miniserie | Sherlock       | Nominada  |